# Pango Deah
Pango Deah is een bestuurslaag in het regentschap Banda Aceh van de provincie Atjeh, Indonesië. Pango Deah telt 412 inwoners (volkstelling 2010).